# Futuro primitivo y otros ensayos
Futuro primitivo y otros ensayos es una colección de ensayos del filósofo anarcoprimitivista John Zerzan publicado por Autonomedia en 1994. El libro se convirtió en tema de creciente interés después de que Zerzan y sus creencias saltaran a la fama tras el juicio del compañero pensador Theodore Kaczynski y las protestas contra la OMC de 1999 en Seattle. Fue reeditado en 1996 por Semiotext(e), y desde entonces ha sido traducido al francés (1998), turco (2000), español (2001) y catalán (2002). Como es el caso con la colección anterior de ensayos de Zerzan Elementos de Rechazo, Futuro Primitivo es considerado por anarco-primitivistas y tecnófobos como un clásico underground.

## Tesis
Futuro Primitivo es una afirmación inequívoca de la superioridad del estilo de vida de los cazadores-recolectores. Zerzan rechaza la tesis de que el tiempo y la tecnología son realidades científicas neutrales, argumentando en cambio que son medios cuidadosamente construidos para esclavizar a las personas. Cita como ejemplos la computadora e Internet, que sostiene que tienen un efecto atomizador en la sociedad, creando nuevas divisiones del trabajo, exigiendo una eficiencia cada vez mayor y porciones de tiempo libre. La vida antes de la domesticación y la agricultura, argumenta Zerzan, era predominantemente uno de "ocio, intimidad con la naturaleza, sabiduría sensual, igualdad sexual y salud". En la era paleolítica, como resumió The Wall Street Journal la tesis de Zerzan, "la gente deambulaba libremente, vivía de la tierra y sabía poco o nada de la propiedad privada, el gobierno, el dinero, la guerra, incluso el sexismo. En la naturaleza, los grilletes de la civilización no eran necesarios, ya que las personas eran instintivamente generosas y amables, dice el argumento primitivista".